# 25th Anniversary Concert
25th Anniversary Concert è un album dei Fairport Convention pubblicato nel 1992.

## Tracce

### Disco 1
1. Insult to Injury - 4:38
2. I Wandered by a Brookside - 5:13
3. Con Casey's/Tripping Up the Stairs - 4:13
4. It'll Take More Than the Blues - 4:22
5. Close to the Wind - 6:52
6. Girl from the North Country - 4:26
7. Claudy Banks - 6:02
8. John Barleycorn - 7:32
9. The Deserter - 4:57
10. Million Dollar Bash - 4:31
11. Tam Lin - 8:40
12. Crazy Man Michael - 4:48
13. Sloth - 12:23

### Disco 2
1. Poor Will and the Jolly Hangman - 6:27
2. Bridge Over The River Ash - 2:23
3. The Journeyman's Grace - 5:12
4. The Hexhamshire Lass - 3:12
5. Rosie - 5:03
6. Me With You - 3:14
7. Polly On The Shore - 5:13
8. Adieu, Adieu - 3:11
9. The Hiring Fair - 7:48
10. Red And Gold - 6:48
11. Matty Groves/The Rutland Reel/Sack The Juggler - 10:52
12. Si Tu Dois Partir - 3:28